# 호라이즌 포비든 웨스트
《호라이즌 포비든 웨스트》(영어: Horizon Forbidden West)는 게릴라 게임스가 개발하고 소니 인터랙티브 엔터테인먼트가 배급한 2022년 액션 롤플레잉 게임이다. 2017년 작품 《호라이즌 제로 던》의 후속작으로, 플레이스테이션 4 및 플레이스테이션 5용으로 제작돼 2022년 2월 18일 출시됐다. 종말 후의 미국 서부를 무대로, 플레이어는 주인공 에일로이를 조작해 오픈 월드를 탐험하며 임무를 수행하고 기계생물체를 비롯한 위험에서 생존하는 것이 목표이다.

## 개발
《호라이즌 포비든 웨스트》는 2017년 게임 《호라이즌 제로 던》의 후속작으로 개발됐다. 게임 디렉터는 마테이스 드 존지, 총괄 작가는 벤자민 맥카우이다.
플레이스테이션 5판의 경우 콘솔의 향상된 성능, 자체 솔리드 스테이트 드라이브 저장장치, 템페스트 엔진과 듀얼센스 컨트롤러를 활용해, 고급 햅틱 반응, 3D 오디오 이펙트, 정밀한 광원 효과 및 물효과 렌더링, 감소된 로딩 시간 등 다양한 개선점을 제공한다. 또한 PS5판은 낮은 해상도를 적용하는 대신 게임이 초당 60프레임로 구동하는 '성능 모드 (performance mode)'를 지원한다. 또한 《포비든 웨스트》는 개량된 데시마 엔진을 이용해 높은 동적 범위를 지원한다.
2022년 1월 27일, 게릴라 게임스는 트위터를 통해 게임 개발이 완료(gold)됐음을 발표했다.

## 반응
《호라이즌 포비든 웨스트》는 리뷰 애그리게이터 사이트 메타크리틱에 의하면 '대체적으로 호응적인 평가'를 받았다.